# 平川晃弘
平川 晃弘（ひらかわ あきひろ）は、日本の研究者。東京科学大学大学院 臨床統計学分野 教授。

## 主な経歴
- 2006年 医薬品医療機器総合機構新薬審査第一部・第五部審査専門員
- 2011年 東京理科大学工学部経営工学科 助教
- 2012年 名古屋大学医学部附属病院 先端医療・臨床研究支援センター 講師（統計解析室 室長）
- 2017年 東京大学大学院医学系研究科生物統計情報学講座 特任准教授
- 2020年 東京医科歯科大学大学院医歯学総合研究科臨床統計学分野 教授

## 著書
- 『臨床試験のためのデータモニタリング委員会』(監修) サイエンティスト社、2017年。
- 『実践でわかる！ Rによる統計遺伝学』(共著) 丸善出版、2016年。
- 『Phase I dose-finding designs and their applicability to targeted therapies. Design and Analysis of Clinical Trials for Predictive Medicine.』(共著) CRC Press、2015年。
- 『生存時間解析入門 [原著第2版]』(共著) 東京大学出版会、2014年。
- 『Dose-finding for two-agent combination phase I trials. Developments in Statistical Evaluation of Clinical Trials』(共著) Springer、2014年。